# Lie to Me
Lie to Me (kiểu cách điệu Lie to Me*) mà một loạt phim truyền hình chính kịch về tâm lí, tội phạm của Hoa Kỳ, gồm 3 phần, được phát song trên hệ thống truyền hình FOX. Loạt phim gồm ba phần, phát sóng từ năm 2009 đến 2011, tại Việt Nam, loạt phim cũng được phát sóng hai phần đầu trên kênh VTV6 của Đài Truyền hình Việt Nam vào năm 2010, với tựa đề Dối trá.
Loạt phim nói về các các vụ án do tiến sĩ Cal Lightman và các cấp dưới hóa giải thông qua kỹ thuật phân tích ngôn ngữ cơ thể và tâm lý tội phạm. Với sự hỗ trợ của đội ngũ chuyên gia như Paul Ekman, bộ phim sử dụng nhiều ví dụ thực tế về ngôn ngữ cơ thể từ các clip của người nổi tiếng, chính khách hay tội phạm.

## Diễn viên
| Diễn viên      | Vai diễn       | Thông tin | Ghi chú                                                                                                 |
| -------------- | -------------- | --- | --- |
|                | Cal Lightman   | Một cựu binh, từng làm nhân viên tình báo cho MI6, anh là một nhà nghiên cứu tâm lý và ngôn ngữ cơ thể được nhiều người biết đến. Cal thành lập The Lightman Group, một công ty tư nhân chuyên hỗ trợ các cơ quan công quyền điều tra án và thục thi pháp luật. Anh đã li hôn và có một côn gái, Cal có thói quen xấu là hay "đọc" ngôn ngữ cơ thể của mọi người vào mọi thời điểm. Khi anh còn nhỏ, mẹ anh đã tự sát, đây là một phần nguyên nhân đưa anh đến với nghiên cứu hành vi, khi còn trẻ Cal từng là thanh niên có tiền án bài bạc, trộm cắp. Cal mang nợ Terry Marsh (do Lennie James đóng), và khi đã thành danh, không ít lần bị gã này lợi dụng, cuối cùng Cal quyết tâm chấm dứt tình bạn độc hại này.\| | |
| Kelli Williams | Gillian Foster | Một chuyên gia tâm lý, đồng nghiệp của Cal, cô có tính cách bốc đồng nhưng rất có kỹ năng tâm lý với mọi người và xử lý các vấn đề xã hội. Gillian giúp đỡ Cal trong chuyện gia đình nhưng không thể cứu vãn được quan hệ giữa cô và chồng. | Nhân vật Gillian dựa theo tiến sĩ Maureen O'Sullivan người từng kênh kết hợp nghiên cứu với Paul Ekman. |
|                | Eli Loker      | Nam nhân viên dưới quyền và có thể coi là học trò của Cal, Eli đạt được kỹ năng phân tích thông qua kinh nghiệm thực tế và học hỏi. Là một trong những trợ tá tâm huyết của Cal, anh chàng Eli hầu như không biết nói dối, cho đến khi anh ta tuồn tin nội bộ cho bên đối thủ và bị giáng chức. Sau này Eli lấy lại được lòng tin của Cal và trở thành phó giám đốc công ty. | |
|                | Ria Torres     | Nữ nhân viên cố vấn của Cal, cô từng là nhân viên an ninh sân bay. Với năng khiếu bẩm sinh, Ria được tuyển chọn và tiếp thu rất nhanh các kinh nghiệm của Cal và Gillian, cô có tình cảm với Eli. | |
|                | Ben Reynolds   | Một nhân viên FBI, hỗ trợ Cal về hành động tại hiện trường, trang thiết bị thực chiến và thông tin từ FBI. | |
|                | Emily Lightman | Con gái của Cal, cô bé với những nổi loạn của tuổi vị thành niên tạo ra các vấn đề cá nhân ảnh hưởng đến Cal. | |

## Các phần
| Mùa | Số tập phim | Phát sóng      |
| --- | ----------- | -------------- |
| 1   | 13          | Tháng 1, 2009  |
| 2   | 22          | Tháng 9, 2009  |
| 3   | 13          | Tháng 10, 2010 |

## Nội dung
Bộ phim bao gồm rất nhiều vụ án, mỗi vụ thường diễn ra trong tập phim, trong hai phần đầu, việc phân tích hành vi chủ yếu thông qua quan sát trực quan và video tua chậm kết hợp các clip thực tế từ những người nổi tiếng để làm minh họa. Tuy nhiên sang phần ba, quá trình phá án và phân tích hành vi đã lạm dụng quá nhiều đến công nghệ thiếu thực tế làm giảm sức hấp dẫn của bộ phim.

## Sản xuất
Ca khúc dạo đầu Brand New Day, do Ryan Star thể hiện.

## Đón nhận
Phần 2 khi phát sóng chỉ đạt 2,8 điểm đánh giá với tổng gần 8 triệu lượt xem, nhà sản xuất quyết định làm thêm 13 tập.
Phần 3 ra mắt vào tháng 10 năm 2010 với 2,5 điểm và hơn 5 triệu lượt xem, tuy nhiên sang tháng 1 năm 2011, số điểm tụt xuống còn 1,5 và sổ lượng xem cũng giảm sút. Nhà sản xuất quyết định hủy lịch chiếu 9 tập còn lại và không sản xuất thêm phần 4. Tuy nhiên tập chiếu cuối cùng của bộ phim có sự đột biến với số điểm 2,7 và hơn 7,6 triệu lượt xem.

## Giải thưởng
- 2009: Đề cử Primetime Emmy Awards cho thiết kế tiêu đề xuất sắc
- 2011 People's Choice Awards lần thứ 37
  - Giải Phim truyền hình tội phạm được yêu thích
  - Giải Nhân vật chống tội phạm được yêu thích (cho Tim Roth)